# Géraud Guibert
Pour les articles homonymes, voir Guibert.
Géraud Guibert (né le 19 janvier 1956 à Paris) est un conseiller, spécialiste et essayiste français des questions écologiques.
Conseiller maître à la Cour des comptes, professeur associé d'économie (1993-1997), conseiller au cabinet de Pierre Bérégovoy (1988-1992) puis de Laurent Fabius (1997-2002), il a été en 2012 directeur de cabinet de la ministre de l’Écologie, du Développement durable et de l’Énergie. Il est actuellement le président de La Fabrique écologique, think tank pluraliste et transpartisan créé en 2013.

## Biographie
Après avoir commencé sa carrière au ministère de l'Économie et des Finances, il a été conseiller pour les affaires économiques internationales au cabinet de Pierre Bérégovoy (1988-1992).
Il a été professeur associé de sciences économiques à l'université du Maine (1993-1997) et conseiller de Laurent Fabius chargé du développement durable, à la présidence de l'Assemblée nationale puis au ministère de l'Économie et des Finances (1997-2002).
Membre du conseil national du parti socialiste de 1995 à 2012, Géraud a été secrétaire national chargé de l’environnement, puis responsable national chargé de l’écologie. Il a fondé le pôle écologique du PS de 2008 à 2012. 
En 2011, il a été chargé, dans l’équipe de campagne de François Hollande, de la concertation avec les acteurs du nouveau contrat écologique.
De mai à juin 2012, il a été directeur de cabinet de Nicole Bricq, ministre de l’Écologie, du Développement durable et de l’Énergie. Il est depuis 2007 conseiller maître à la Cour des comptes. II a été facilitateur de la table ronde sur l’eau de la conférence environnementale organisée par le gouvernement en 2013.
Au niveau local, il est élu municipal du Mans de 1989 à 2014 et de Le Mans Métropole depuis 1989.
En 2013, il co-fonde La Fabrique Ecologique,, fondation transpartisane et pluraliste de l’écologie, qu'il préside toujours aujourd'hui.
En 2014 puis 2017, il est président de deux groupes de travail sur la décentralisation énergétique au sein de La Fabrique Ecologique.
En 2017, il a participé à la Commission d'évaluation de l'impact de l’accord commercial entre l’UE et le Canada sur l’environnement et la santé (CETA).
Il soutient Cédric Villani pour les élections municipales de 2020 à Paris. Candidat dans le 15e arrondissement pour la liste « Le Nouveau Paris », il recueille 7% des voix.

## Publications
Les livres publiés par Géraud Guibert sont :
- Le grand tournant énergétique, Éd. Syros 1983 ;
- L’Utopie et la rose – les nouvelles horloges de la gauche, Éd. Apogée 2005 ;
- Tous écolos …et alors ?, Éd. Lignes de repères 2010 ;
- Le Bonheur est-il dans la décroissance, Fondation Jean Jaurès, 2011 (avec C. Caresche et D. Szynkier) ;
- Pourquoi attendre ? Innover pour le climat, La Fabrique Ecologique, Éd. Rue de l'échiquier, septembre 2015 ;
- Le grand malentendu climatique - On a encore le temps, il est déjà trop tard, Éditions l'Aube, avril 2023.

Il a par ailleurs écrit plusieurs articles et rapports sur l’écologie et le développement durable. Parmi ses écrits figurent notamment :
- La contestation des grands projets d’infrastructures, paru dans la revue Esprit, octobre 2013 ;
- Baisse du prix du pétrole : la nécessité d'agir, paru dans Les Échos, 12 décembre 2014[8] ;
- Rapport « Publicité et transition écologique », publié sur La Fabrique Ecologique, 16 juin 2020 ;
- Urgence climatique : "Pour une conférence sur la tarification du carbone en septembre", publié dans Le Monde du 24 juillet 2020[9].